# Scaphytopius nitridus
Espèce
Scaphytopius nitridus est une espèce d'insectes hémiptères de la famille des Cicadellidae.
Cette cicadelle est l'un des vecteurs de Spiroplasma citri, bactérie phytopathogène responsable de la maladie du stubborn des agrumes en Californie.